# 松島龍戒
松島 龍戒（まつしま りゅうかい、1968年 - ）は、日本の僧侶。高野山真言宗功徳院住職、一般社団法人現代仏教音楽研究会代表理事。血液型はA型。

## 人物、来歴
1968年神奈川県生まれ。1990年文教大学人間科学部卒業。1991年高野山寶壽院にて修行、僧侶となる。高野山真言宗功徳院に入寺。2005年高野山にて3年間修行。功徳院住職の傍ら、仏教音楽活動、仏教著作の執筆監修、講演等を行う。2008年高野山大学大学院文学研究科修士課程修了。2011年一般社団法人現代仏教音楽研究会代表理事。　。

## 思想、信条
宗教宗派の違いを認め合う姿勢が重要と考えており、住職を務める功徳院を宗教宗派問わず運営しているほか、キリスト教系の高齢者施設での仏教体験活動、多宗派僧侶との共演、牧師とのコンサート内共演、神主の雅楽演奏と般若心経読経共演などの活動を行う。

## 功徳院 すがも平和霊苑
1994年功徳院住職に就任し、檀家や信者、宗教宗派の制約なく、誰もが利用できるすがも平和霊苑の運営や、厄除け護摩祈願、仏像奉納、写経、阿字観瞑想、腕輪念珠作り、法律相談会、四国巡拝旅行、仏教音楽イベントなど、一般参加できる行事を開催している。

## 仏教音楽活動
2011年一般社団法人現代仏教音楽研究会を設立、代表理事。お経や、仏教声楽・声明（しょうみょう）を現代音楽と融合し、お寺やコンサートホール、高齢者施設や緩和ケア病棟、キリスト教の教会などでコンサートを行う。オリジナル仏教音楽のCDやDVD、著作を発表。これまでに和洋中楽器、弦楽四重奏、バンドなど、ジャンルを問わず共演。お経との調和を図り、楽曲の多くを松島が作曲編曲している。これまでにフランス人ミュージシャン、マチュー・シェディッド日本公演のゲスト出演、NHK「ミュージックジャパン」で、ももいろクローバーZ のための般若心経楽曲制作および読経、NHK「バナナ♪ゼロミュージック」でのお経クイズ、テレビ朝日「ぶっちゃけ寺」で般若心経ピアノ弾き語りなどを行う。また、坂本龍一、椎名林檎が好きであると発言している 。

## お経に対する信条

### お経の健康法
写経に認知症予防の効能があること、読経に安定物質セロトニンの分泌を促す効果があることなどを根拠とし、お経は健康法のひとつであるとの考えを伝えている。

## 出版

### 著作
- 『1日10分で呼吸と心が調う　癒しの声明CDブック』（2016年 WAVE出版）
- 『CD付 書く、唱える、聴く 般若心経手習い帖』（2018年 池田書店）
- 『それでいい!今どきの仏事108問答』（2019年 WAVE出版）
- 『おやすみ前の3分音読で嫌なことがスーッと消えるほとけさまの話』（2020年 徳間書店）

### 監修
- 『すばらしいお寺・神社ベスト80 』（2016年 プレジデントムック）
- 『悪縁バッサリ!!幸せをつかむ!!縁切り・縁結び寺社スポット62』（2017年 芸文社）
- 『お坊さんが教える 新発見!日本の古寺』（2018年 三栄書房）
- 『4週間で美しく書ける 心整う筆ペンお写経』（2020年 日本文芸社）
- 『ご利益別 仏像おまいり入門』（2020年 ナツメ社）
- 『世界でいちばん素敵なお寺の教室』（2021年 三才ブックス）

### 寄稿
- 『月刊清流』（2016年10月17日　清流出版社）「もっと気軽に、一歩進んで寺巡りを楽しもう」
- 『月刊高野山』（2020年10月号）エッセイ「大丈夫な生きかた」
- 『大法輪』
  - （2017年9月号）』特集内「自分の葬儀について」「身内が亡くなったら」
  - （2018年9月号）』特集内「葬儀でやってはいけない10か条」
  - （2020年1月号）』特集内「戒名を授かる」「通夜、葬儀に参列する」

## メディア出演

### テレビ
- 『月曜から夜ふかし』(日本テレビ 2025年4月28日)　素朴な疑問「お坊さんってクリスマスパーティーするの？」
- 『MUSIC JAPAN』（NHK 2013年11月6日）般若心経楽曲制作、読経
- 『ぶっちゃけ寺』（テレビ朝日 2014年10月7日 - 2017年2月13日）
  -     1. 2,#3,#4,#5,#8,#10,#11,#12,#13,大晦日，正月SP，ゴールデン進出以降レギュラー出演、2018年8月13日「復活3時間スペシャル」、2019年1月7日 「元号が変わる今年だからこそ行っておきたい東京＆京都の寺社SP」、2019年8月12日「夏の3時間SP」、2019年12月31日「生放送だよ!年SP越しSP」）
- 『市川海老蔵 超人空海を語る』（BSフジ 2016年3月26日）ゲスト、仏教解説
- 『バイキング』（フジテレビ 2017年4月13日、6月1日、7月20日・27日、8月17日・24日）木曜専門家席
- 『バナナ♪ゼロミュージック』（NHK 2017年4月15日、6月3日、9月9日、10月14日、12月9日）漢字抜出しクイズ
- 『ジョブチューン アノ職業のヒミツぶっちゃけます!神社 教会 お寺SP』（TBS 2017年12月23日）
- 『よじごじDays』（テレビ東京 2018年3月18日）仏教解説
- 『ハナタカ優越館』（テレビ朝日 2018年8月16日）仏教解説
- 『この差って何ですか?』（TBS 2018年9月11日、2019年8月12日・9月18日）仏教解説
- 『あなたの日本語大丈夫?』（テレビ東京 2019年9月18日）
- 『田村淳の訊きたい放題』（TOKYO MX 2019年12月14日）
- 『笑い飯哲夫のサタデー★ナイト仏教』（FM大阪 2020年4月4日、11日、18日、25日）ゲスト出演
- 『24時間テレビ 愛は地球を救う43』（日本テレビ 2020年8月22日・23日）ステイホーム盆踊りぐるり音頭
- 『火曜は全力!華大さんと千鳥くん』（フジテレビ 2021年6月1日）
- 『かまいガチ』（テレビ朝日 2022年6月1日）峯岸みなみ護摩行ロケ
- 『歩道・車道バラエティ・道との遭遇』（CBCテレビ 2022年7月26日）道歩きロケ
- 『爆笑問題の日曜サンデー』（TBSラジオ 2022年7月26日）爆笑問題とトーク

## 活動、制作実績

### CD、DVD
- CD
  - 1st『聲奏一如 －壱－』（2013年1月29日）
  - 2nd『聲奏一如 II』（2016年9月）
  - 3rd『そらの箱』（2017年 非売品）
- DVD
  - 1st『第1回音楽法会コンサート 聲奏一如』（2012年）
  - 2nd『第3回仏教音楽コンサート 聲奏一如』（2015年）

### コンサート、ライブ、共演
- 「彼岸へGo!お経&ミュージックライブ」（2019年9月23日　瑞岩寺 寺子屋ライブ）
- 「松島龍戒声明コンサート」（2018年11月25日　かつらぎ町総合文化会館大ホール）
- 「仏響コンサート　～声明と教会音楽の出会い～」（2018年2月16日　日本福音ルーテル東京教会）
- 「第1回聲明音楽コンサート聲奏一如」（2011年12月08日　豊島公会堂）
- 「第2回聲明音楽コンサート聲奏一如vol.2 　高野山の聲明と讃美歌の祈り　室内管弦楽・ゴスペルクワイアーとともに」（2013年09月14日　大分BRICK BLOCK）
- 「第3回　仏教音楽コンサート聲奏一如vol.3  12人の多宗派僧侶のお経＋声明と弦楽四重奏、バンドサウンドの共演」（2015年1月25日　文京シビック小ホール）
- 「出版記念　お寺で聴く　癒しの声明ミニライブ」＃1～＃3（2015年11月29日～　功徳院本堂）
- 「声明ミニコンサート」＃1～＃6（2016年1月～　功徳院本堂）
- 「マチュー・シェディッド来日ショーケースライヴ」（2016年3月28日　代官山UNIT）[19]
- 「声明と室内楽」（2016年6月12日　空海記念統合医療病院」設立に向けた講演会　in 京都）
- 「緩和ケア病棟　声明コンサート」（2017年1月19日　上尾中央総合病院）
- 「Empire of the Sun」アルバムレコーディングに参加（2017年09月11日）

### 講演
- 「仏教健康法」（2025.1.8　大分金剛宝戒寺法話会）
- 「心おだやかに生きる」～人生100年時代によりそう仏教のおもてなし～（2023.11.1　久留米市仏教会様）
- 「心おだやかに生きる仏教のおもてなし」（2023.5.8　群馬県 館林仏教積善会様花祭り）
- 「己の心を知る　～多様性によりそう仏教のおもてなし」（2023.4.16　茂原市茶道協会様）
- 「違いを認め合う心」（2021.10.15　東京都神社庁神道婦人会様）
- 「インスタ法話」ライブ配信(2020.07.30　仏教伝道様公式インスタ)
- 「夏休み子ども仕事体験」(2019.8.19 夢★らくざ様)
- 「松島龍戒トークショー」（2019.6.27　ヒューマンサポート春日部様)
- 「真言宗・空海」（2019.5.17　仏教伝道協会様　一から学ぶ日本の仏教）
- 「ほねつぎぼうずのぶっちゃっけトークショー」（2019.4.17　かわはら接骨院様）
- 「声明コンサート」(2019.2.20　上尾中央総合病院様　緩和ケア病棟）
- 「お寺で体感～仏教楽器演奏＆悩み“僧”談会」（2019.2.16　学士会様企画イベント）
- 「奈良仏教と平安仏教」（仏教伝道協会様　仏教初心者講座特別編　2019.1.27）

薬師寺・大谷徹奘副執事長　　浅草寺法善院・塩入亮乗住職　とともにクロストーク
- 「船橋りっぷる保育園様　お正月　子ども食堂BeBe」ゲストスピーカー（2019.1.6）
- 「自然が教えてくれたこと」（2018.8.22　千葉公慈住職・宝林寺様　施餓鬼法要法話）
- 「一から学ぶ日本の仏教　真言宗・空海2018」（2018.5.30 仏教伝道協会様）
- 「松島龍戒トークショー」

（2017.11.11　ＪＡ庄内みどり　やすらぎホールさかた様１０周年記念感謝祭）
- 「タイトル、内容非公表」（2017.10.xx　企業研修）
- 「真言宗・空海」（2017.6.2　仏教伝道協会様・一から学ぶ日本の仏教）
- 「ぶっちゃけ生老病死」（2017.9.9　大分市中央仏教会様）
- 「心と体にやさしいお経の話」

（2017.9.8　金剛寶戒寺様　こころおだやかに生きるための講習会）
- 「一から学ぶ日本の仏教　真言宗・空海2017」（2017.5.31　仏教伝道協会様）
- 「心と体にやさしお経の話」（2017.4.23　がんカフェぷらな様「ちいさな勉強会」）
- 「都市の寺院の取り組み」

（2016.9.12　高野山真言宗　中国ブロック青年教師交流会様）
- 「ぶっちゃけ堂トークショー」（2016.11.6　大正大学様）
- 「心と体を元気にするお経の話」（2016.11.15　長野見富士見町・原村仏教大会様）
- 「お寺とともに歩む　～自利利他のために、お寺を育てる、ということ～」

（2016.6.28　真言宗豊山派千葉県第一号宗務支所 檀信徒総代協議会様）
- 「仏教音楽の治療効果」（2016.6.12　空海記念統合医療病院設立に向けた講演会様）
- 「僧侶という職業」（2016.5.30　西武台新座中学校様）